# Cordyla pinnata

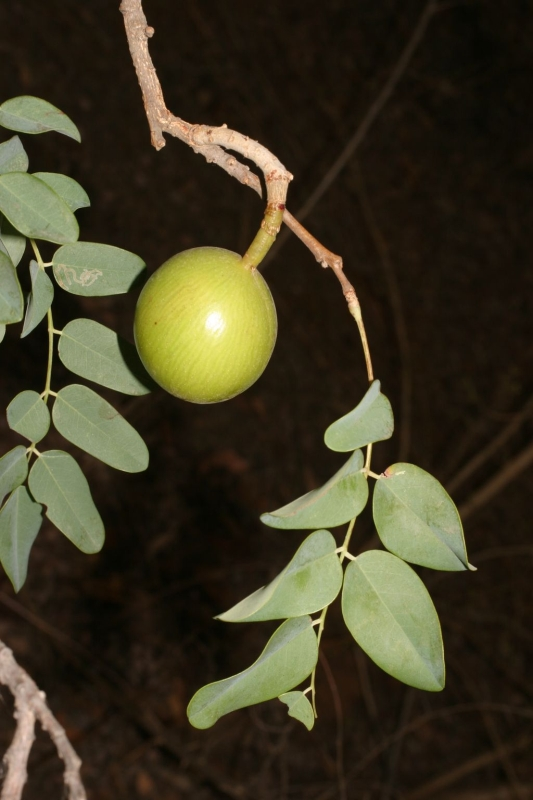
Unreife Frucht und Blätter

Cordyla pinnata ist ein Baum in der Familie der Hülsenfrüchtler in der Unterfamilie der Schmetterlingsblütler aus den Savannen Westafrikas. Die Art wird öfter mit Cordyla africana aus Ostafrika verwechselt. Die Früchte von Cordyla africana und Cordyla pinnata sowie von Irvingia gabonensis werden als Wilde Mango oder Buschmango bezeichnet. Als Wilde Mango werden auch die Früchte von verschiedenen Mangifera-Arten bezeichnet, die nicht oder nur wenig kultiviert werden.

## Beschreibung
Cordyla pinnata wächst als laubabwerfender Baum bis etwa 15–20 Meter hoch. Die dicke, grobe und korkige Borke ist graubraun und rissig, furchig bis grobschuppig.
Die wechselständigen und gestielten Laubblätter sind unpaarig gefiedert. Sie sind mit Blattstiel bis etwa 25 Zentimeter lang. Die bis zu etwa 21 ganzrandigen, etwa 4–7 Zentimeter langen, spitzen bis rundspitzigen, stumpfen oder abgerundeten bis eingebuchteten Blättchen sind meist eiförmig, fast kahl und kurz gestielt, sie sind gegenständig bis alternierend, wechselnd angeordnet. Die kleinen Nebenblätter sind abfallend.
Es werden achselständige, kurze und fein behaarte Trauben gebildet. Die dickgestielten, grünlich-weißen Blüten sind zwittrig oder männlich mit einfacher Blütenhülle, die Petalen fehlen. Die grünen Kelchblätter reißen unregelmäßig mit 3–5 zurückgelegten bis umgerollten Lappen auf. Es sind viele lange, weiße, basal knapp verwachsene Staubblätter am Rand eines becherförmigen, grünen Blütenbechers vorhanden, einige Staminodien können vorkommen. Das Konnektiv der Antheren trägt eine Drüse. Der Blütenbecher, außen die Kelchblätter und die Blütenstiele sind feinhaarig. Der vorstehende, langstielige, gynophore und kahle, einkammerige Fruchtknoten mit dicklichem Stiel und konischem Griffel mit minimaler Narbe ist mittelständig.
Es werden rundliche bis ellipsoide oder eiförmige, nicht öffnende, meist zwei-, dreisamige, etwa 4–8 Zentimeter große, grünliche bis zur Reife gelbe, glatte Beeren oder beerenartige Hülsenfrüchte gebildet. Die endospermlosen, bis 3 Zentimeter großen Samen besitzen keine Samenschale und liegen in einer klebrigen Pulpe.
Die Blüten und Früchte sind untypisch, selten in der Familie der Hülsenfrüchtler.
Die Chromosomenzahl beträgt 2n = 20.

## Vorkommen
Cordyla pinnata kommt vom westlichen tropischen Afrika bis zum Tschad vor.

## Taxonomie
Cordyla pinnata wurde 1832 von Achille Richard in Jean Baptiste Antoine Guillemin und George Samuel Perrottet: Florae Senegambiae tentamen Seite 31 Tafel 9 als Calycandra pinnata erstbeschrieben. Die Art wurde 1937 von Edgar Milne-Redhead (1906–1996) in Repertorium Specierum Novarum Regni Vegetabilis Band 41 Seite 232 als Cordyla pinnata (A.Rich.) Milne-Redh. in die Gattung Cordyla gestellt.

## Verwendung
Die süß-sauren Früchte sind essbar. Unreife Früchte werden gekocht verwendet. Auch gemahlene Samen können gegessen werden.
Die Wurzeln, Blätter und die Rinde werden medizinisch genutzt.
Das schwere, harte und recht beständige Holz wird für verschiedene Anwendungen genutzt.